# Saloum
Saloum es una película de suspense senegalesa de 2021 dirigida por el director congoleño Jean Luc Herbulot y producida por Pamela Diop. Está protagonizada por Yann Gael, Mentor Ba, Roger Sallah, Evelyne Ily Juhen, Bruno Henry y Marielle Salmier.

## Sinopsis
La película gira en torno a las hienas de Bangui, un trío de mercenarios de élite que extraen a un narcotraficante en medio del golpe de Estado de Guinea-Bisáu.

## Elenco
- Yann Gael como Chaka
- Roger Sallah como Rafa
- Mentor Ba como Minuit
- Evelyne Ily Juhen como Awa
- Bruno Henry como Omar
- Marielle Salmier como Sephora
- Babacar Oualy como Salamane
- Ndiaga Mbow como Souleymane
- Cannabasse como Youce
- Renaud Farah como Felix
- Alvina Karamoko con voz

## Lanzamiento
Se estrenó internacionalmente en la sección Midnight Madness en el Festival de cine de Toronto el 30 de septiembre de 2021. La película recibió elogios de la crítica.
Herbulot ganó el Premio al mejor director en la sección Next Wave del Fantastic Fest, y también ganó el Premio del Público en la categoría película más popular en el programa Altered States en el Festival Internacional de Cine de Vancouver 2021.

## Recepción
Richard Kuipers de Variety escribió que "[ Saloum f] remezcla y se liga con los lenguajes cinematográficos de spaghetti westerns, dramas de samuráis y películas clásicas de monstruos para contar una historia emocionante y claramente africana".
Valerie Complex de Deadline Hollywood elogió la película por sus "elementos de terror sobrenatural", que, según él, también contienen "comedia y suspenso".
Para Meagan Navarro de Bloody Disgusting, "la espiritualidad, moral, mitología y misticismo de la película se lanzan a una mezcla de suspenso y crimen, que culmina en un tipo de cambio de género refrescante y único".